# Раєво (Земетчинський район)
Ра́єво (рос. Раево) — село у складі Земетчинського району Пензенської області, Росія.
Населення — 545 осіб (2010; 668 у 2002).
Національний склад станом на 2002 рік:
- росіяни — 99 %